# 2009 في الصين
فيما يلي قوائم الأحداث التي وقعت خلال عام 2009 في الصين.

## أفلام
من الأفلام التي صدرت هذه السنة في الصين:
- 1 يناير – مدينة الحياة والموت من إخراج Lu Chuan [الإنجليزية]‏.
- 7 فبراير – جون رابي من إخراج فلوريان جالينبيرجير.
- 4 أبريل – المملكة المحرمة من إخراج روب مينكوف.
- 5 أكتوبر – الولد الخارق من إخراج ديفيد باورز.

## كتب
من الكتب التي صدرت هذه السنة في الصين:
- 1 يناير – السنوات السمان من تأليف Chan Koonchung [الإنجليزية]‏.

## وفيات

### أبريل
- 19 أبريل – جيمس غراهام بالارد (مواليد 1930) كاتب بريطاني.

### سبتمبر
- 29 سبتمبر – لو يوان (مواليد 1922) مترجم صيني.

### أكتوبر
- 31 أكتوبر – تشيان شيويه سن (مواليد 1911)